# Tropidozineus tersus
Tropidozineus tersus là một loài bọ cánh cứng trong họ Cerambycidae.